# Larpelites agilis
Larpelites agilis är en stekelart som först beskrevs av Masi 1939.  Larpelites agilis ingår i släktet Larpelites och familjen brokparasitsteklar. Inga underarter finns listade i Catalogue of Life.